# Gymnázium Ostrava-Hrabůvka
Gymnázium, Ostrava-Hrabůvka, příspěvková organizace je veřejné víceleté gymnázium, jehož zřizovatelem je Moravskoslezský kraj. Ve školském rejstříku má škola registrovány studijní obory Gymnázium – všeobecné (79-41-K/401) pro čtyřleté i (79-41-K/801) osmileté studium a obor Gymnázium (79-41-K/81) víceletého studia.

## Historie
V roce 1953 vznikla zprvu jedenáctiletá střední škola (1953–1958). Vznik školy byl spojen se Zákonem o jednotném školství a zřizovatelem se stal Krajský národní výbor v Ostravě. Podle administrativního principu se novými studenty stali žáci z obvodů Vítkovice, Starý Zábřeh, Hrabová a přilehlých obcí. Profesorský sbor byl vytvořen z učitelů Matičního gymnázia, gymnázia v Ostravě-Přívoze a zdravotní školy. První ředitelkou se stala Irena Vantuchová. Spolu se střední školou sídlila v budově také základní škola.
Koncem 50. a na počátku 60. let se škola stala nejprve dvanáctiletkou a posléze Střední všeobecně vzdělávací školou (SVVŠ). Po otevření školy stejného typu v Ostravě-Zábřehu však došlo k odlivu žáků. Dalším důvodem snižujícího se stavu žáků bylo rušení bytového fondu Vítkovic, které souviselo s rozšiřováním závodů VŽKG.
Na jaře 1968 byla zahájena stavba nové budovy, její otevření bylo naplánováno na rok 1970. V této době vznikly i první třídy čtyřletého gymnázia. Kvůli opožděné realizaci začalo vyučování v nových prostorách v Ostravě-Hrabůvce na ulici Františka Hajdy 34 až 25. září 1974. Budova tehdy představovala nejmodernější objekt v rámci ostravských středních škol.